# HPSE
HPSE (англ. Heparanase) – білок, який кодується однойменним геном, розташованим у людей на короткому плечі 4-ї хромосоми.  Довжина поліпептидного ланцюга білка становить 543 амінокислот, а молекулярна маса — 61 149.
| 10         |  | 20         |  | 30         |  | 40         |  | 50         |
| ---------- |  | ---------- |  | ---------- |  | ---------- |  | ---------- |
| MLLRSKPALP |  | PPLMLLLLGP |  | LGPLSPGALP |  | RPAQAQDVVD |  | LDFFTQEPLH |
| LVSPSFLSVT |  | IDANLATDPR |  | FLILLGSPKL |  | RTLARGLSPA |  | YLRFGGTKTD |
| FLIFDPKKES |  | TFEERSYWQS |  | QVNQDICKYG |  | SIPPDVEEKL |  | RLEWPYQEQL |
| LLREHYQKKF |  | KNSTYSRSSV |  | DVLYTFANCS |  | GLDLIFGLNA |  | LLRTADLQWN |
| SSNAQLLLDY |  | CSSKGYNISW |  | ELGNEPNSFL |  | KKADIFINGS |  | QLGEDFIQLH |
| KLLRKSTFKN |  | AKLYGPDVGQ |  | PRRKTAKMLK |  | SFLKAGGEVI |  | DSVTWHHYYL |
| NGRTATKEDF |  | LNPDVLDIFI |  | SSVQKVFQVV |  | ESTRPGKKVW |  | LGETSSAYGG |
| GAPLLSDTFA |  | AGFMWLDKLG |  | LSARMGIEVV |  | MRQVFFGAGN |  | YHLVDENFDP |
| LPDYWLSLLF |  | KKLVGTKVLM |  | ASVQGSKRRK |  | LRVYLHCTNT |  | DNPRYKEGDL |
| TLYAINLHNV |  | TKYLRLPYPF |  | SNKQVDKYLL |  | RPLGPHGLLS |  | KSVQLNGLTL |
| KMVDDQTLPP |  | LMEKPLRPGS |  | SLGLPAFSYS |  | FFVIRNAKVA |  | ACI        |

A: Аланін

C: Цистеїн

D: Аспарагінова кислота

E: Глутамінова кислота

F: Фенілаланін

G: Гліцин

H: Гістидин

I: Ізолейцин

K: Лізин

L: Лейцин

M: Метіонін

N: Аспарагін

P: Пролін

Q: Глутамін

R: Аргінін

S: Серин

T: Треонін

V: Валін

W: Триптофан

Кодований геном білок за функцією належить до гідролаз. 
Задіяний у таких біологічних процесах як клітинна адгезія, поліморфізм, альтернативний сплайсинг. 
Білок має сайт для зв'язування з іоном кальцію, іоном магнію. 
Локалізований у ядрі, мембрані, лізосомі.
Також секретований назовні.